# Snaha Anđelija
Anđelija je bila je žena jednog od braće Jakšića, Dmitra Jakšića. Anđelija, žena sa simboličnim imenom koje je određuje zaštitnicu porodice,koja je moralna i patrijahalna. 
Jakšići su živjeli u XV vijeku i potomci su vojvode Jakšića koji je bio u službi Vuka Brankovića. Njihova stvarna imena su bila Stefan( a ne Bogdan)i Dmitar.
U narodnoj pjesmi Dioba Jakšića Stefan ima ime Bogdan. Borili su se protiv Turaka i u tim borbama poginuli: Dmitar 1486.g. kod Smedereva a Stefan 1489.g. kod Beča.
Za njih je u narodnim pjesmamam vezana tema o diobi imovine. Dioba imovine između braće poslije očeve smrti dovela je do sukoba među braćom. Anđelija je pokazala da posjeduje visoke moralne vrijednosti patrijarhalne srpske žene jer je dobrotom i velikodušnošću uspjela da pomiri zavađenu braću.Naime, stariji brat,Dmitar, smatrao je da mu po starješinstvu pripadaju očevi konj i soko. Bogdan ne može, a da bratu ne zavidi. Na toj granici nepomirljivosti rađaju se zavist i mržnja(kao kod Kaina i Avelja u Bibliji).Mržnja brata Dmitra prelazi u paklenu namjeru da ubije brata Bogdana. Prema Dmitrovom planu ubistvo trovanjem trebalo je da izvrši ljuba Anđelija dok je on u lovu. 

## Lik u narodnoj pjesmi Dioba Jakšića
Anđelija je stavljena pred veliku dilemu:izvršiti ubistvo djevera i zadržati mjesto pored muža, ili odustati od zločina, sačuvati dušu i izgubiti mjesto u domu.
U takvoj situaciji ona se našla među zavađenom braćom okružena sebičnošću, zavišću i mržnjom, a potom između Boga i ljudi.
Ona je patrijarhalna i pobožna žena i u noj postoji strah od Boga, strah od Božije kazne, stzrah od ljudi i od svijeta. Anđelija ne pristaje da živi sa grijehom i sramotom ali ni da ode iz doma bez prave krivice. Ona je smislila način da spasi i djevera i sebe i svoju dušu.

## Literatura
- Književnost i gramatika, Drugo korigovano izdanje, Časlav Đorđević,Olivera Radulović, Mirjana Grdinić,Venclović, Novi Sad 2014 |Književnost i gramatika, Drugo korigovano izdanje, Časlav Đorđević,Olivera Radulović, Mirjana Grdinić,Venclović, Novi Sad 2014